# Arto Koivisto (basket-ball)
Pour les articles homonymes, voir Arto Koivisto.
Arto Koivisto, né le 12 avril 1930, à Sääminki, en Finlande et mort le 6 mars 2016, à Espoo, en Finlande, est un ancien joueur finlandais de basket-ball et de handball.